# Gilly-lès-Cîteaux
 Gilly-lès-Cîteaux  là một xã ở tỉnh Côte-d’Or trong vùng Bourgogne-Franche-Comté, phía đông nước Pháp. Xã Gilly-lès-Cîteaux nằm ở khu vực có độ cao trung bình 240 mét trên mực nước biển.